# Happy Go Licky
Happy Go Licky — американская пост-хардкор-группа, образованная в Вашингтоне в 1987 году участниками Rites of Spring после распада в 1986 году.

## История группы
Группа образуется спустя непродолжительное время после распада Rites of Spring, считающимися пионерами эмо стиля.За довольно короткий период существования отыграли семь концертов в пределах Вашингтона, в ходе которых была записана практически вся дискография группы. Последний концерт группа провела в День Нового года 1988, в 9:30 Club. В дальнейшем вокалист/гитарист Ги Пиччотто и барабанщик Брендан Кэнти присоединились к группе Fugazi, основанной в 1987 году Иэном Маккеем из Minor Threat.

## Музыкальный стиль
Несмотря на то, что состав участников Rites of Spring и Happy Go Licky идентичен, звучание последних весьма экспериментально и импровизационно в части использования тейп-лупов.
Блейк Батлер с Allmusic в рецензии на Will Play также отмечает отличие звучания, от предыдущих групп участников, характеризуя Happy Go Licky как авангардную реинкарнацию Rites of Spring с сочетанием лирицизма потока сознания и причудливой гитарной игры.

## Дискография
Концертные альбомы
- 1988 — Happy Go Licky
- 1997 — Will Play

Сборники
- 2002 — 20 Years of Dischord

## Состав группы
- Ги Пиччотто — вокал, гитара
- Эдвард Дженни[англ.] — гитара, тейп-лупы[англ.]и вокал
- Майкл Феллоус[англ.] — бас-гитара и вокал
- Брендан Кэнти — ударные